# دیگو رولان
دیگو آلخاندرو رولان سیلوا (اسپانیایی: Diego Alejandro Rolán Silva‎؛ زادهٔ ۲۴ مارس ۱۹۹۳) بازیکن فوتبال اهل اروگوئه است.
از باشگاه‌هایی که در آن بازی کرده‌است می‌توان به دفنسور، بوردو، مالاگا، دپورتیوو لاکرونیا، لگانس و آلاوس اشاره کرد.
وی همچنین در تیم ملی فوتبال اروگوئه بازی کرده‌است.